# Cochleostreptus spirifer
Cochleostreptus spirifer är en mångfotingart som beskrevs av först Demange och Jean-Paul Mauriès år 1975. Cochleostreptus spirifer ingår i släktet Cochleostreptus och familjen Spirostreptidae. Inga underarter finns listade i Catalogue of Life.